# Ebioniti

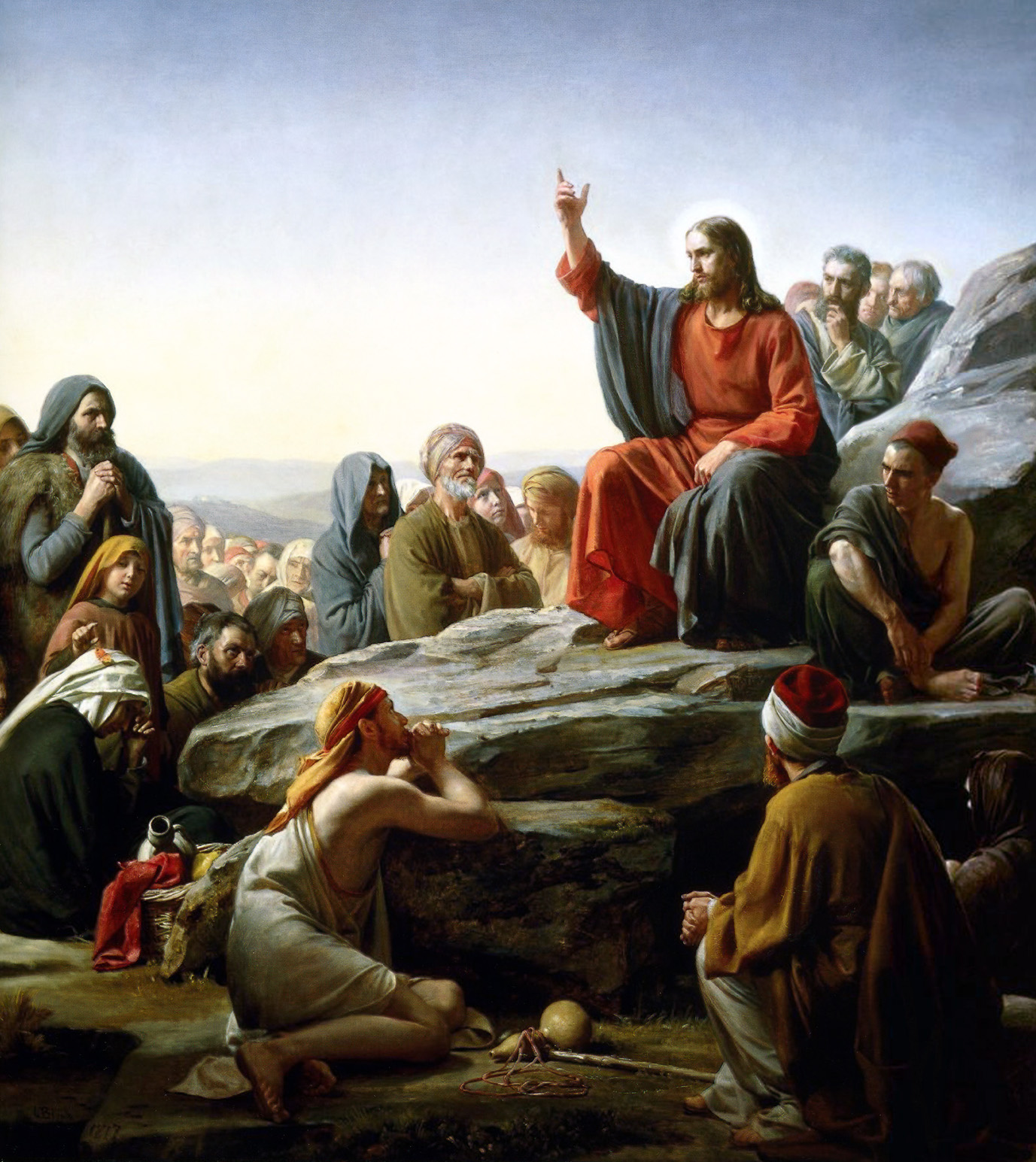
Gli ebioniti erano una setta religiosa che viveva in comunità e si dedicava a onorare la Torah, ma attraverso l'interpretazione di Gesù, che rivelò durante il suo discorso della montagna. Dipinto di Carl Heinrich Bloch.

Ebioniti è il nome con cui alcuni scrittori cristiani indicano un gruppo di fedeli di orientamento giudaizzante, dapprima considerati scismatici dal filosofo Giustino, e quindi eretici da diversi padri della Chiesa, poiché rifiutavano la predicazione e l'ispirazione divina dell'apostolato di Paolo di Tarso.

## Origini del nome
La parola ebioniti (in greco ebionaioi), è una traslitterazione del termine ebraico evionim (in lettere ebraiche אביונים), che significa "poveri". Questo termine si incontra, per la prima volta, in Ireneo, senza però che questi ne dia un significato preciso. Origene ed Eusebio di Cesarea sostenevano che il nome di questa setta derivava dalla limitatezza della loro intelligenza, o dalla povertà della Legge a cui si riferivano, o dalla povertà della loro comprensione di Cristo. Naturalmente, queste definizioni non rispecchiano l'origine storica del nome.
Altri scrittori, come Tertulliano, Ippolito, ed Epifanio, facevano derivare il nome della setta da un certo Ebion, suo presunto fondatore. Epifanio ne menzionava anche il luogo di nascita, un villaggio chiamato Cochabe nel distretto di Bashan, e riferiva dei suoi viaggi in Asia ed a Roma. Tra gli studiosi più recenti solo Adolf Hilgenfeld ha sostenuto l'esistenza storica di questo Ebion, per alcuni brani attribuitigli da Girolamo e dall'autore di una raccolta di testi patristici contro i monoteliti. Ma questi brani, probabilmente, non sono genuini ed Ebion, altrimenti sconosciuto alla storia, potrebbe essere una semplice invenzione per giustificare il nome ebioniti.
Un'altra ipotesi prende in considerazione il fatto che il nome potrebbe essere stato auto-imposto da coloro che sostenevano la beatitudine di essere poveri in spirito o che pretendevano di vivere come i primi cristiani di Gerusalemme, che depositavano i loro beni ai piedi degli apostoli. Forse, tuttavia, il nome gli fu imposto in precedenza da altri e doveva essere riferito alla notoria povertà dei cristiani in Palestina. Studiosi moderni hanno anche sostenuto che il termine in origine designasse gli ebrei cristiani di Palestina, che continuavano a osservare la legge mosaica.
Una tappa di questo sviluppo fu riportata da Giustino nel Dialogo con Trifone al capitolo xlvii (intorno al 140), dove parlava di due sette di ebrei cristiani allontanatesi dalla Chiesa: coloro che osservavano la legge mosaica per se stessi, ma non richiedevano il rispetto della stessa agli altri, e coloro che la consideravano un obbligo universale. Questi ultimi erano considerati del tutto eretici; ma, con gli altri, Giustino era in comunione, anche se non tutti i cristiani mostravano la stessa indulgenza. Giustino, tuttavia, non usò mai il termine "ebioniti" e, quando questo termine comparve per la prima volta (intorno al 175), esso designava una particolare corrente.

## Dottrina
Secondo Ireneo le dottrine di questa setta erano simili a quelle di Cerinto e di Carpocrate. Essi negavano la divinità e la nascita verginale di Cristo e predicavano l'osservanza della legge giudaica; consideravano Paolo di Tarso un apostata e usavano solo un proprio Vangelo detto appunto degli Ebioniti, vangelo apocrifo ma del tutto analogo al Vangelo di Matteo. Le loro dottrine venivano similarmente descritte da Ippolito e Tertulliano, ma l'osservanza della legge non sembra una caratteristica così importante del loro sistema come per Ireneo.
Origene fu il primo a marcare una distinzione tra due classi di Ebioniti, una distinzione fornita anche da Eusebio. Alcuni Ebioniti accettavano, ma altri rifiutavano, la nascita verginale di Cristo, anche se tutti rifiutavano la sua preesistenza e la sua divinità. Coloro che accettavano la nascita verginale sembra avessero una opinione di Cristo più elevata: oltre ad osservare lo Shabbat, osservavano anche la domenica come memoriale della sua risurrezione. La base comune per gli Ebioniti era probabilmente un'altra e la presunta nascita verginale appariva come un aspetto irrilevante. Epifanio chiamava la più radicale delle due sette ebioniti e l'altra nazareni. Tuttavia, la fonte da cui Epifanio ha ottenuto queste informazioni è ignota.

## Ebioniti gnostici
Oltre a questi ebioniti giudaizzanti, in un secondo momento, si sviluppò un ramo gnostico. Questi ebioniti gnostici differivano ampiamente dalle principali Scuole gnostiche, poiché rifiutavano nella maniera più assoluta qualsiasi distinzione tra il Demiurgo Geova ed il Dio Supremo. D'altra parte, però, il carattere generale del loro insegnamento era inconfondibilmente gnostico e, secondo gli scritti Pseudoclementini, può essere riassunto come segue: la materia è eterna ed è emanazione della Divinità; anzi, essa costituisce, per così dire, il corpo di Dio. La Creazione, pertanto, altro non è se non la trasformazione della materia preesistente. Così Dio "creò" l'universo per mezzo della Sua sapienza che veniva descritta come la "mano demiurgica" (cheir demiourgousa) che produce il mondo. Ma questo Logos, o Sophia non costituiva una diversa Persona come nella teologia cristiana. Sophia produsse il mondo tramite una successiva evoluzione di sizigie, in cui la femminile precedeva sempre la maschile, per poi esserne, infine, superata. Questo universo, inoltre, era diviso in due regni, quello del bene e quello del male. Il Figlio di Dio dominava sul regno del bene, ed a lui era destinato il mondo a venire, ma il principe del male era il principe di questo mondo (vedere Giovanni 14:30; Efesini 1:21; 6,12). Questo Figlio di Dio era il Cristo, un essere a metà fra Dio e la creazione, non una creatura, ma né uguale né comparabile con il Padre (autogenneto ou sygkrinetai). Adamo fu il portatore della prima rivelazione, Mosè della seconda, Cristo della terza, quella perfetta. L'unione di Cristo con Gesù è avvolta dall'oscurità. L'uomo si sarebbe salvato grazie alla conoscenza (gnosi), credendo in Dio, il Maestro, e venendo battezzato per la remissione dei peccati. In questo modo avrebbe ricevuto la necessaria conoscenza e la forza per osservare tutti i precetti della legge. Cristo sarebbe tornato per trionfare sull'Anticristo e la luce avrebbe disperso le tenebre. Il sistema consisteva in panteismo, dualismo persiano, ebraismo e cristianesimo fusi insieme, con vari elementi di unione con la letteratura dei mandei.

## Scritti degli ebioniti
Tra le loro opere devono essere menzionate:
- Il Vangelo degli Ebioniti. Sant'Ireneo affermava soltanto che utilizzavano il Vangelo secondo Matteo. Eusebio modificò questa affermazione parlando del cosiddetto Vangelo degli Ebrei, noto anche a Egesippo (Eusebio, Historia Ecclesiastica, IV, xxii, 8), ad Origene (Girolamo, De viribus illustribus, ii) e a Clemente Alessandrino (Stromateis, II, ix, 45). Tale opera, probabilmente, era la versione aramaica leggermente modificata dell'originale di Matteo scritta in ebraico. Tuttavia, Epifanio attribuiva questo vangelo ai nazorei, mentre gli ebioniti propriamente detti utilizzavano solo una copia incompleta dell'originale di Matteo (Adversus haereses, Xxix, 9), probabilmente, identificabile con il Vangelo dei Dodici.
- I loro apocrifi: l'"Insegnamento di Pietro" (Periodoi Petrou) e gli Atti degli apostoli, tra cui l'"Ascesa di Giacomo" (Anabathmoi Iakobou). I titoli menzionati sono contenuti nelle Omelie Clementine con il titolo di "Compendio dei sermoni itineranti di Pietro". Essi formavano un romanzo didattico paleocristiano scritto per diffondere il credo ebionita, cioè le loro dottrine gnostiche, il primato di Giacomo, il loro legame con Roma e il loro antagonismo con Simone Mago.
- Le opere di Simmaco, vale a dire la sua traduzione dell'Antico Testamento, e il suo Hypomnemata contro il vangelo canonico di San Matteo. Quest'ultimo scritto, che è totalmente perduto (Eusebio, Historia Ecclesiastica, VI, xvii; Girolamo, De viribus illustribus, liv), probabilmente, coincideva con il De distinctione praeceptorum, citato da Ebed Jesu.
- Il libro di Elchesai, scritto intorno al 100 e portato a Roma intorno al 217 da Alcibiade di Apamea. Coloro che accettarono la sua dottrina ed il suo nuovo battesimo vennero chiamati elcesaiti (Ippolito Philosophumena, IX, xiv-xvii; Epifanio Haereses, Xix, 1; liii, 1).

## Storia
Della storia di questa setta non è noto quasi nulla. Essi esercitarono solo una minima influenza in Oriente e nessuna in Occidente, dove erano noti come simmachiani. Ai tempi di Sant'Epifanio sembra esistessero ancora piccole comunità in posti sperduti della Siria e della Palestina, ma si persero poi nell'oscurità. Più a est, in Babilonia e Persia, la loro influenza è, forse, rintracciabile tra i mandei.
Alcuni studiosi pensano che gli Ebioniti siano sopravvissuti molto a lungo e li identificano con una setta in cui s'imbatté lo storico ʿAbd al-Jabbār verso l'anno 1000. Un altro possibile riferimento alla sopravvivenza di comunità di Ebioniti nell'Arabia nordoccidentale, più specificamente nei centri di Tayma e Tilmas, verso l'XI secolo, appare nel Sefer Ha'masaot, il "Libro dei viaggi" di Rabbi Beniamino di Tudela, un noto rabbino spagnolo, ricordato per i suoi viaggi di lunga percorrenza e per i resoconti che scrisse in proposito. Lo storico musulmano del XII secolo Muhammad al-Shahrastani menziona ebrei che vivevano presso Medina e in Hijaz e che accettavano Gesù come una figura profetica e seguivano il Giudaismo tradizionale, respingendo il grosso delle credenze cristiane. Alcuni studiosi credono che essi abbiano contribuito allo sviluppo delle credenze islamiche su Gesù, che pertanto deriverebbero dal contatto di sopravvissuti Ebioniti con i primi musulmani.

## Eusebio di Cesarea
Nella sua Storia Ecclesiastica Eusebio scriveva:
1. Gli antichi li chiamavano molto appropriatamente Ebioniti, perché avevano opinioni povere e basse concernenti Cristo.
2. Poiché essi lo consideravano un uomo semplice e comune, che è stato giustificato solo a causa della sua superiore virtù, e che era il frutto di una relazione fra Maria e un uomo. Nella loro opinione era anche necessaria l'osservanza della legge mosaica, poiché non potevano salvarsi tramite la sola fede in Cristo e vita condotta corrispondente a questo principio.
3. C'erano anche altri, tuttavia, oltre a costoro, che avevano lo stesso nome, ma che evitavano le credenze strane e assurde di questi ultimi, e non negavano che il Signore fosse nato da una vergine e dallo Spirito Santo. Ma nondimeno, poiché essi rifiutavano di riconoscere che egli pre-esisteva, in quanto Dio, Parola e Sapienza, essi ricadevano nell'empietà dei primi, specialmente per il fatto che, come i primi, erano tenuti a osservare strettamente il culto carnale della legge.
4. Inoltre questi uomini ritenevano necessario rigettare tutte le epistole dell'apostolo Paolo, che chiamavano apostata della legge, ed usavano solo il cosiddetto Vangelo degli Ebrei e tenevano in scarsa considerazione tutto il resto
5. Osservavano il sabato e la disciplina degli ebrei proprio come loro ma ugualmente, proprio come noi, celebravano i giorni del signore come un memoriale della resurrezione del salvatore.
6. Da qui il termine "ebioniti", che evidenzia la povertà della loro comprensione. Infatti questa parola è usata dagli ebrei per indicare un uomo povero.»

(Eusebio di Cesarea, Storia Ecclesiastica)